# Chorizopes dicavus
Chorizopes dicavus är en spindelart som beskrevs av Yin et al. 1990. Chorizopes dicavus ingår i släktet Chorizopes och familjen hjulspindlar. Inga underarter finns listade i Catalogue of Life.